# オレンジ郡 (バーモント州)
オレンジ郡（英: Orange County）は、アメリカ合衆国バーモント州の郡である。人口は2万9277人（2020年）。郡庁所在地はチェルシーであり、同郡で人口最大の都市はランドルフである。オレンジ郡は1781年2月2日にバーモント共和国の郡として設立された。
オレンジ郡はニューハンプシャー州にも跨るレバノン都市圏に属している。

## 地理
アメリカ合衆国国勢調査局に拠れば、郡域全面積は692平方マイル (1,790 km2)であり、このうち陸地689平方マイル (1,780 km2)、水域は3平方マイル (7.8 km2)で水域率は0.46%である。

### 隣接する郡
- カレドニア郡 - 北東
- グラフトン郡 (ニューハンプシャー州) - 東
- ウィンザー郡 - 南西
- アディソン郡 - 西
- ワシントン郡 - 北西

## 人口動態
以下は2000年国勢調査による人口統計データである。
| 基礎データ - 人口: 28,226 人 - 世帯数: 10,936 世帯 - 家族数: 7,611 家族 - 人口密度: 16人/km2（41人/mi2） - 住居数: 13,386 軒 - 住居密度: 8軒/km2（19軒/mi2） 人種別人口構成 - 白人: 98.02% - アフリカン・アメリカン: 0.24% - ネイティブ・アメリカン: 0.27% - アジア人: 0.35% - 太平洋諸島系: 0.04% - その他の人種: 0.13% - 混血: 0.95% - ヒスパニック・ラテン系: 0.58% 先祖による構成 - イギリス系：24.3% - フランス系：12.8% - アメリカ人：11.5% - アイルランド系：10.8% - ドイツ系：6.0% - フランス系カナダ人：5.5% 言語による構成 - 英語：97.4% - フランス語：1.5% | 年齢別人口構成 - 18歳未満: 25.6% - 18-24歳: 7.8% - 25-44歳: 28.2% - 45-64歳: 25.6% - 65歳以上: 12.8% - 年齢の中央値: 39歳 - 性比（女性100人あたり男性の人口） - 総人口: 99.2 - 18歳以上: 96.6 世帯と家族（対世帯数） - 18歳未満の子供がいる: 33.4% - 結婚・同居している夫婦: 56.1% - 未婚・離婚・死別女性が世帯主: 8.9% - 非家族世帯: 30.4% - 単身世帯: 23.4% - 65歳以上の老人1人暮らし: 9.2% - 平均構成人数 - 世帯: 2.52人 - 家族: 2.97人 収入と家計 - 収入の中央値 - 世帯: 39,855米ドル - 家族: 45,771米ドル - 性別 - 男性: 30,679米ドル - 女性: 24,144米ドル - 人口1人あたり収入: 18,784米ドル - 貧困線以下 - 対人口: 9.1% - 対家族数: 6.1% - 18歳未満: 11.4% - 65歳以上: 8.8% |

## 政治
| 年     | 民主党      | 共和党      |
| ------ | ----------- | ----------- |
| 2012年 | 64.6% 9,076 | 32.7% 4,588 |
| 2008年 | 64.6% 9,799 | 33.3% 5,047 |
| 2004年 | 54.8% 8,159 | 43.1% 6,421 |
| 2000年 | 45.6% 6,694 | 46.7% 6,858 |

## 教育
郡内には4つの教育学区がある。
- オレンジ東教育学区[8])
- オレンジ北教育学区
  - オレンジ中央学校
  - ワシントン・ビレッジ学校
  - ウィリアムズタウン小学校[9]
  - ウィリアムズタウン中・高等学校[10]
- オレンジ南西教育学区
- オレンジ・ウィンザー教育学区

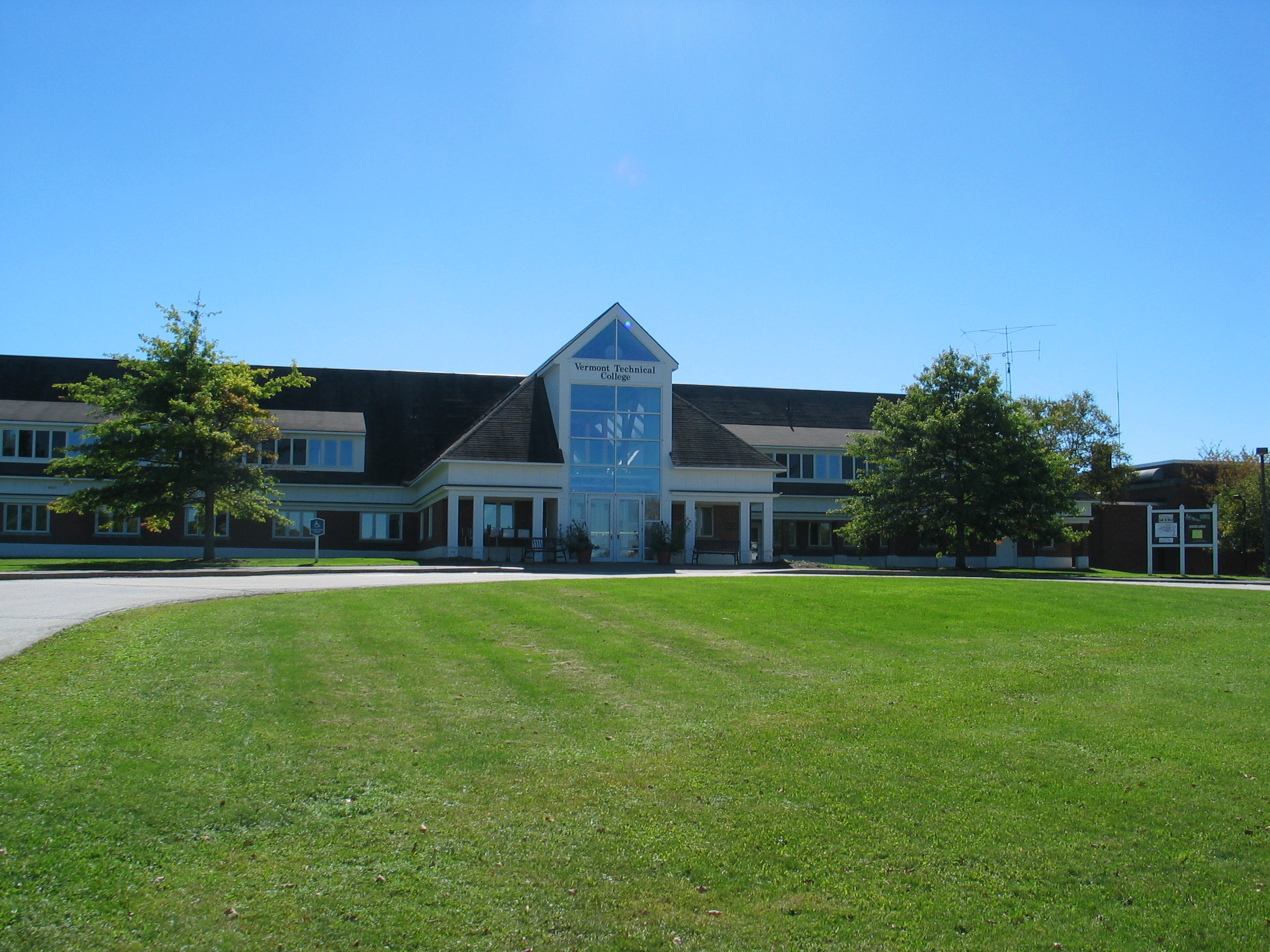
ランドルフにあるバーモント工科カレッジ

ランドルフ町にはバーモント工科カレッジもある。

## 都市と町
| - ブラッドフォード町 - ブレインツリー町 - ブルックフィールド町 - チェルシー町 - 郡庁所在地 - コリンス町 - フェアリー町 - ニューベリー町 - オレンジ町 - ランドルフ町 | - ストラフォード町 - セットフォード町 - トップシャム町 - タンブリッジ町 - バーシャー町 - ワシントン町 - ウェストフェアリー町 - ウィリアムズタウン町 |